# إلين دوريت هوفليت
إلين دوريت هوفليت (12 مارس 1907م – 9 أبريل 2007م). عالمة فلك وباحثة أمريكية أكاديمية في جامعة ييل الأمريكية. عملت على نطاق واسع في النجوم المتغيرة والقياس الفلكي والتحليل الطيفي والشهب وكتالوج النجم الساطع كما انها ارشدت العديد من الفتيات والاجيال من علماء الفلك.

## حياتها
بدأ اهتمامها بالفلك عام 1919م عندما رأت نيزك بيرسيد مع والدتها. حصلت على درجة بكالوريوس عام 1928م وتخرجت بامتياز في الرياضيات وذلك قبل عملها في مرصد كلية هارفارد كباحثة نجوم متغيرة. وإلتحقت بكلية رادكليف عام 1938م للحصول على درجة دكتور في علم الفلك. وعينت عالمة فلك في جامعة هارفارد عام 1948م وبقيت هناك حتى انتقلت الي جامعة ييل عام 1956م حتى تقاعدها عام 1975م.
في جامعة ييل اتبعت نهج إيدا بارني، وتولت عملها في مجال القياس الفلكي وكتبت عنها لاحقا «أن تعرفها كان من دواعي سروري، وإلهامي وامتيازي سواء في العمل أو على الصعيد الاجتماعي». عملت هوفليت أيضا كمدير مرصد ماريا ميتشل في جزيرة نانتوكيت (1957م-1978م) حيث أدارت برامج صيفية من مايو الي أكتوبر لأكثر من مائة طالب إلتحق الكثير منهم بوظائف ناجحة في علم الفلك. في سنواتها الأخيرة في جامعة ييل، كُلفت هوفليت بتدريس الدورة الأساسية في علم الفلك للطلاب الجامعيين. ألهمتهم وأذهلتهم محاضراتها العاطفية في ديفيز هول، والتي عادة ما يحضرها أكثر من 100 طالب. وبذلك أوجدت اهتمامًا مدى الحياة بعلم الفلك للشباب والشابات، وكثير منهم كانوا ببساطة يرضون شرطًا أساسيًا للحصول على درجاتهم الجامعية.
خلال منتصف الخمسينيات من القرن الماضي، استشار هوفليت لمختبرات الأبحاث الباليستية التابعة للجيش الأمريكي في «تخفيضات دوبلر».
ألفت كتاب كتالوج النجم الساطع، وهو عبارة عن خلاصة وافية للمعلومات عن 9110 نجمًا لامعًا في السماء؛ شاركت أيضًا في تأليف «الكتالوج العام للمنظورات النجمية المثلثية»، الذي يحتوي على قياسات دقيقة للمسافات إلى 8112 نجمًا، ومعلومات مهمة لفهم حركيات مجرة درب التبانة وتطور الجوار الشمسي. مع هارلان جيمس سميث اكتشفت هوفليت التباين البصري للكوازار3C 273 المكتشف لأول مرة.

## جوائز
حصلت هوفليت على جائزة جورج فان بيسبروك من قبل الجمعية الفلكية الأمريكية في عام 1988 عن خدمة علم الفلك مدى الحياة.

## الوفاة
بلغت 100 عام في 12 مارس 2007م، وتوفيت بعد شهرمتأثرة بمضاعفات مرض السرطان.